# Gene Simmons (Album)
Gene Simmons ist das 1978 aufgenommene und veröffentlichte Soloalbum des Kiss-Bassisten Gene Simmons.

## Entstehungsgeschichte
Kiss hatten von 1974 bis 1977 im Durchschnitt jeweils halbjährlich ein neues Album veröffentlicht und mit Love Gun und Alive II den Höhepunkt ihres bisherigen Schaffens erreicht. 1976 hatte die Gruppe ihren Vertrag mit Casablanca Records erneuert, und dieser sah vor, dass die Schallplattenfirma von jedem Mitglied der Gruppe die Veröffentlichung eines Soloalbums fordern konnte, wobei die Veröffentlichung von zwei Soloalben der Herausgabe von je einem Kiss-Album gleichgestellt war. Vier Soloalben bedeuteten also, dass die Gruppe zwei weitere Studioverpflichtungen aus ihrem Vertrag erfüllt gehabt hätte. Die Idee, überhaupt Soloalben aufzunehmen, stammte von Manager Bill Aucoin und Casablanca-Chef Neil Bogart und wurde auf ihren Wunsch in den Vertrag aufgenommen.
Im Juni 1978 begaben sich die vier Mitglieder der Gruppe in unterschiedliche Studios, um ihre jeweiligen Soloalben aufzunehmen.
Gene Simmons nahm sein Album, das er von Sean Delaney produzieren ließ (Simmons war als Co-Produzent tätig), in drei verschiedenen Studios auf. Erste Aufnahmen fanden im April 1978 im Tonstudio „The Manor“ in Oxford (Großbritannien) statt, anschließend siedelten Künstler und Produzent nach Los Angeles um und setzten im Juni und Juli die Arbeiten in den Cherokee Studios fort. Letzte Aufnahmen erfolgten dann im Blue Rock Studio in New York.
Simmons hatte viele unterschiedliche Künstler als Gastmusiker verpflichten wollen und versammelte viele Prominente ihrer Zeit bei den Aufnahmen. Einige seiner Wünsche erfüllten sich jedoch nicht: Sammy Davis, Jr., Dinah Shore und Chaka Khan nahmen nicht teil, Paul McCartney war für „See You Tonight“ vorgesehen und wurde, als er nicht teilnehmen konnte, durch Mitch Weisman und Joe Pecorino aus der „Beatlemania“-Produktion ersetzt. Die Leadgitarre für „Tunnel of Love“ sollte ursprünglich Ace Frehley spielen, der jedoch vollauf mit den Arbeiten für sein eigenes Soloalbum beschäftigt war – Joe Perry von Aerosmith übernahm diese Aufgabe. Weitere Musiker, die Interesse an einer Teilnahme bekundet oder sogar zugesagt hatten, waren John Lennon, David Bowie und Jerry Lee Lewis. Viele der Künstler, die letztlich nicht teilnahmen, mussten mangels Zeit verzichten, da Simmons nur ein Zeitfenster von zehn Tagen für die Beiträge der Gastmusiker vorgesehen hatte.
Außerdem wurden Tonaufnahmen von Lassie gemacht; der Langhaarcollie war zu dieser Zeit bei den Aufnahmen für den Film Unsere Lassie („The Magic of Lassie“) eingesetzt.
Produzent Sean Delaney war ursprünglich für die Aufnahmen von Peter Criss’ Solo-Album eingeplant gewesen, Criss hatte die Aufgabe dann jedoch Vini Poncia übertragen. Simmons hatte jedoch die Arbeiten gehört, die Delaney für Billy Squiers damalige Band Piper und für Toby Beau gemacht hatte, und war begeistert von ihnen. Er fragte Delaney, ob er sein Soloalbum produzieren wolle, und Delaney sagte zu. Später erklärte er, es sei ihm beinahe gelungen, die Beatles für das Album wieder zusammenzubringen, da außer Ringo Starr alle Gruppenmitglieder zugesagt hatten, Backing Vocals auf dem Album zu singen – letztlich kam es nie zu diesen Aufnahmen.
Der Titel „Radioactive“ wurde von Simmons für und über Cher, seine damalige Freundin, geschrieben. Cher und ihre Tochter Chastity nahmen auch die kichernden Mädchen-/Frauenstimmen im Song „Living in Sin“ auf.
Simmons war als Kind von dem Titel „When You Wish upon a Star“ aus dem Disney-Zeichentrickfilm Pinocchio stark beeindruckt und hatte das Empfinden, dass Jiminy Cricket ihn mit dem Lied direkt ansprach. Simmons nahm den Titel für sein Soloalbum als Hommage auf, weil er das Gefühl hatte, nun selbst seinen Traum verwirklicht zu haben.

### Beteiligte Musiker
- Gene Simmons: elektrische und akustische Gitarren, Gesang
- Neil Jason: Bass
- Elliot Randall: Gitarre
- Allen Schwartzberg: Schlagzeug
- Sean Delaney: Percussion
- Ron Frangipane: Symphonische Arrangements & Dirigent von Mitgliedern der Philharmonischen Orchester von New York und Los Angeles
- Gordon Grody, Diva Gray, Kate Sagal, Franny Eisenberg, Carolyn Ray, Sean Delaney: Backing Vocals
- Eric Troyer: Piano und Gesang ("Radioactive" & "Living in Sin")
- Steve Lacey: Gitarre ("Radioactive")
- John Shane Howell: klassische Gitarre (im Übergang zwischen "Radioactive" & "Burning Up With Fever")
- Richard Gerstein: Piano ("True Confessions" & "Always Near You/Nowhere to Hide")
- Joe Perry: Gitarre ("Radioactive" & "Tunnel of Love")
- Bob Seger: Backing Vocal ("Radioactive" & "Living in Sin")
- Rick Nielsen: Gitarre ("See You In Your Dreams")
- Helen Reddy: Backing Vocal ("True Confessions")
- Katey Sagal: Backing Vocal (als Kate Sagal)
- Jeff 'Skunk' Baxter: Gitarre ("Burning Up With Fever", "See You Tonite", "Tunnel of Love" & "Mr. Make Believe")
- Donna Summer: Backing Vocal ("Burning Up With Fever")
- Janis Ian: Backing Vocal ("Prelude to Radioactive")
- Cher: Anruferin ("Living In Sin")
- Mitch Weissman & Joe Pecorino (Beatlemania): Backing Vocal ("Mr. Make Believe", "See You Tonite" & "Always Near You/Nowhere to Hide")
- Michael Des Barres: Backing Vocal ("See You in Your Dreams")
- Ritchie Ranno: Gitarre ("Tunnel of Love")
- The Atrusa Citrus College Choir: "True Confessions" & "Always Near You/Nowhere to Hide"

### Cover
Alle Soloalben der Kiss-Mitglieder hatten ein Cover, das das maskierte Gesicht des jeweiligen Künstlers zeigte. Die Porträts waren von Eraldo Carugati gezeichnet worden. Jedes Porträt hatte eine eigene Hintergrundfarbe: Peter Criss war grün hinterlegt, Gene Simmons rot, Ace Frehley blau und Paul Stanley violett. Zu jedem Album gehörte ein Poster, das durch Formgebung an den Rändern zu einem der anderen drei Poster passte, sodass beim Kauf aller vier Alben ein großes Poster entstand, dass alle vier Mitglieder zeigte. Außerdem war den Alben je ein Bestellschein für Merchandise-Artikel beigelegt.

## Veröffentlichung
Die Soloalben aller vier Kiss-Mitglieder wurden am 18. September 1978 in den USA veröffentlicht, die Auflage betrug 4 Millionen Alben, jeweils eine Million Alben pro Mitglied der Gruppe. Alle vier Alben wurden am 2. Oktober 1978 mit Gold und Platin ausgezeichnet, Simmons’ Album erreichte Platz 22 der Billboard 200.
Für Casablanca Records war die Veröffentlichung der Alben ein finanzielles Fiasko, denn die meisten Fans konnten es sich ganz einfach nicht leisten, alle vier Alben auf einmal zu kaufen. Da Casablanca dem Handel eine „100% Return Policy“ angeboten hatte, wiederholte sich, was dem Label schon 1975 passiert war: Die Rücklieferungen waren enorm.
Casablanca Records gab die Soloalben als Kiss-Alben heraus, von Mitgliedern der Gruppe werden sie daher auch gerne für die Gesamtzahl an Auszeichnungen, die die Band erringen konnte, hinzugezogen. Zudem wurden die Alben alle mit dem Logo der Band versehen. Die Recording Industry Association of America (RIAA) dagegen erkennt sie nicht als Bandalben an, sondern führt sie unter den Namen der jeweiligen Künstler, sodass sie tatsächlich nicht zu den Auszeichnungen für Kiss hinzugerechnet werden.

## Titelliste
1. 3:50 Radioactive (Gesang: Gene Simmons; Text und Musik: Gene Simmons)
2. 4:19 Burning Up with Fever (Gesang: Gene Simmons; Text und Musik: Gene Simmons)
3. 2:30 See You Tonite (Gesang: Gene Simmons; Text und Musik: Gene Simmons)
4. 3:49 Tunnel of Love (Gesang: Gene Simmons; Text und Musik: Gene Simmons)
5. 3:30 True Confessions (Gesang: Gene Simmons; Text und Musik: Gene Simmons)
6. 3:50 Living in Sin (Gesang: Gene Simmons; Text und Musik: Gene Simmons, Sean Delaney, Howard Marks)
7. 4:12 Always Near You/Nowhere to Hide (Gesang: Gene Simmons; Text und Musik: Gene Simmons)
8. 3:16 Man of 1,000 Faces (Gesang: Gene Simmons; Text und Musik: Gene Simmons)
9. 4:00 Mr. Make Believe (Gesang: Gene Simmons; Text und Musik: Gene Simmons)
10. 2:48 See You in Your Dreams (Gesang: Gene Simmons; Text und Musik: Gene Simmons)
11. 2:44 When You Wish Upon A Star (Gesang: Gene Simmons; Text und Musik: Ned Washington, Leigh Harline)